# Manu Ma'u

a Compétitions nationales et continentales officielles uniquement.

b Matchs officiels uniquement.
Manu Ma'u, né le 24 août 1988 à Auckland (Nouvelle-Zélande), est un joueur de rugby à XIII néo-zélandais d'origine tongienne évoluant au poste de deuxième ligne ou de troisième ligne. Il fait ses débuts en National Rugby League (« NRL ») avec les Eels de Parramatta lors de la saison 2014, franchise avec laquelle il est toujours fidèle. Il a revêtu également le maillot des Tonga avant de revêtir celui de la Nouvelle-Zélande dans l'optique du Tournoi des Quatre Nations 2016. Son arrivée à un âge tardif dans le sport professionnel est expliqué par son emprisonnement de trois ans à l'âge de dix-huit ans pour participation à une bagarre ayant entrainé un mort.

## Palmarès
- Collectif : 
  - Finaliste du Tournoi des Quatre Nations : 2016 (Nouvelle-Zélande).
  - Finaliste de la Super League : 2023 (Dragons Catalans).

### En club

#### Statistiques
| Saison | Club             | Compétition           | Matchs | Points | Essais | Goals | Drops |
| ------ | ---------------- | --------------------- | ------ | ------ | ------ | ----- | ----- |
| 2014   | Parramatta Eels  | National Rugby League | 13     | 4      | 1      | 0     | 0     |
| 2015   | Parramatta Eels  | National Rugby League | 22     | 20     | 5      | 0     | 0     |
| 2016   | Parramatta Eels  | National Rugby League | 22     | 8      | 2      | 0     | 0     |
| 2017   | Parramatta Eels  | National Rugby League | 24     | 4      | 1      | 0     | 0     |
| 2018   | Parramatta Eels  | National Rugby League | 14     | 12     | 3      | 0     | 0     |
| 2019   | Parramatta Eels  | National Rugby League | 20     | 12     | 3      | 0     | 0     |
| 2020   | Hull FC          | Super League          | 13     | 12     | 3      | -     | -     |
| 2021   | Hull FC          | Super League          | 20     | 4      | 1      | -     | -     |
| 2022   | Hull FC          | Super League          | 14     | 8      | 2      | -     | -     |
| 2023   | Dragons Catalans | Super League          | 3      | 8      | 3      | -     | -     |